# 다시 갈 지도
《누워서 세계일주 다시 갈 지도》는 채널S에 방영된 예능 텔레비전 프로그램이다.

## 기획 의도
코로나 시대에 꽉 막힌 하늘 길을 뚫어줄 단 하나의 지도, 당신의 그리운 기억 속 해외 여행을 현실로 만들어주는 랜선 세계 여행 프로그램이다.

## 방송 일정
| 방송 채널 | 방송 기간              | 방송 시간                     | 비고 |
| --------- | ---------------------- | ----------------------------- | ---- |
| 채널S     | 2022년 3월 17일 ~ 현재 | 매주 목요일 저녁 9:20 ~ 10:40 |      |

## 진행자

### 현재 진행자
- 김신영
- 이석훈 (21회 ~ )
- 최태성

### 이전 진행자
- 김지석 (1회 ~ 20회)

## 같이 보기
- 걸어서 세계속으로 (KBS)
- 톡파원 25시 (JTBC)